# Tây Ban Nha chinh phục Đế quốc Aztec
Cuộc chinh phục Đế quốc Aztec của Tây Ban Nha, còn gọi là Cuộc chinh phục Mexico hay Chiến tranh Aztec-Tây Ban Nha (1519-1521) là một trong những sự kiện quan trọng nhất của quá trình thuộc địa hóa châu Mỹ của Tây Ban Nha. Còn nhiều sử liệu sót lại từ thế kỷ XVI của các bên trong cuộc chiến: từ các conquistador, các đồng minh bản địa của Tây Ban Nha, kể cả người Aztec bị đánh bại. Sự kiện lịch sử này không đơn thuần là cuộc tranh giành quyền lực giữa một nhóm nhỏ người Tây Ban Nha với súng, ngựa và thép chống lại Đế quốc Aztec, mà còn phải kể đến động cơ chính trị của các thành bang uất ức người Aztec rất phức tạp, chia bè kết phái với người Tây Ban Nha để lật đổ nhà nước Aztec. Các kẻ thù của đế quốc Aztec đã hợp lực lại để đánh bại người Mexica tại trận vây hãm Tenochtitlan sau 2 năm chiến tranh. Đối với Tây Ban Nha, cuộc viễn chinh Mexico là một phần của kế hoạch thuộc địa hóa Tân Thế giới sau 25 năm định cư lâu dài quanh vùng biển Caribê.
Sau khi Christopher Columbus thành lập các khu định cư tại Caribê, nhiều cuộc viễn chinh hoặc entradas của Tây Ban Nha được tiến hành nhằm chinh phục và mở rộng lãnh thổ, sử dụng các khu định cư bấy giờ làm bàn đạp. Chiến dịch của Tây Ban Nha bắt đầu vào tháng 2 năm 1519, sau khi người Tây Ban Nha cập bến Yucatán năm 1517. Hai năm sau, Tây Ban Nha tiến hành đánh chiếm châu Mỹ. Tây Ban Nha tuyên bố chiến thắng vào ngày 13 tháng 8 năm 1521 khi liên quân Tây Ban Nha và các đồng minh bản địa Tlaxcala dưới sự chỉ huy của Hernán Cortés và Xicotencatl Trẻ bắt sống hoàng đế Cuauhtemoc và tiếp quản thủ đô Tenochtitlan của Đế quốc Aztec.
Cortés liên minh với các altepetl (thành bang chư hầu) và các chính thể thù địch với người Aztec, quan trọng nhất là liên minh Tlaxcaltec và thành bang Tetzcoco (từng là một thành bang thành viên của Liên minh Tam Quốc). Nhiều thành bang khác cũng theo Tây Ban Nha, bao gồm Cempoala và Huejotzingo và các chính thể giáp với Hồ Texcoco. Thành công của Tây Ban Nha nhờ một phần không nhỏ vào một nữ phiên dịch viên thông thạo ba thứ tiếng (tiếng Nahuatl, phương ngữ Maya và tiếng Tây Ban Nha), bà được những conquistador Tây Ban Nha biết đến với tên Doña Marina, thường được gọi là La Malinche. Sau 8 tháng chiến đấu và đàm phán, bất chấp sự phản kháng ngoại giao của Hoàng đế Aztec Moctezuma II, Cortés đến được Tenochtitlan vào ngày 8 tháng 11 năm 1519, nơi ông và quân của ông được phép cho trú nhờ. Khi Cortés hay tin về cái chết của một số lính Tây Ban Nha trong cuộc đụng độ của quân Aztec với người Totonac ở Veracruz, Cortés bắt giữ Motecuhzoma làm con tin. Việc bắt giữ cacique (tù trường) hoặc thủ lĩnh bản địa từng được áp dụng bởi người Tây Ban Nha trong quá trình chinh phục vùng Caribê, vì vậy sự biến này không có gì quá mới mẻ, nhưng các học giả hiện đại vẫn nghi ngờ rằng Cortés và binh lính không thực sự bắt giữ Motecuhzoma vào thời điểm này. Người Tây Ban Nha có động cơ để tuyên bố rằng họ đã bắt vị hoàng đế, do luật pháp của Tây Ban Nha thời bấy giờ, nhưng phân tích phê bình các lá thư viết cá nhân của họ cho thấy rằng Motecuhzoma bị bắt ở một thời điểm sau đó.
Pánfilo de Narváez được cử đi cùng một đội quân nhỏ để bắt Cortés về Cuba, khiến Cortés phải rời Tenochtitlan và để Pedro de Alvarado cùng một đội quân đồn trú ở lại. Cortés dẫn quân ra bờ biển với kế hoạch đột kích trại của Narváez trong đêm. Sau khi đánh bại Narváez, Cortés thuyết phục hầu hết người của Narváez theo ông và hứa hẹn tiền tài với họ. Khi quay lại Tenochtitlan, Cortés và lực lượng mới hay tin "người Aztec đã trỗi dậy chống lại quân đồn trú Tây Ban Nha" trong một lễ hội tôn giáo. Alvarado đã bốc đồng hạ lệnh cho quân đội tấn công đám đông không vũ trang; cho rằng người Aztec dùng lễ kỷ niệm này để che đậy một cuộc phản kháng. Cortés nhận ra thất bại sắp xảy đến và quyết định triệt thoái quân khỏi thành phố. Người Aztec đánh đuổi người Tây Ban Nha đang tháo chạy khỏi thành phố trong sự kiện La Noche Triste (Đêm Sầu), "400 người Tây Ban Nha, 4000 đồng minh bản địa và nhiều con ngựa [bị giết] trước khi bước chân lên được đất liền". Moctezuma bị giết mặc dù không rõ là ai đã giết ông. Theo một sử liệu, Moctezuma bị dân chúng coi là con rối của bè lũ Tây Ban Nha xâm lược, vị hoàng đế đang cố gắng trấn an đám đông tức giận thì bị một viên đá bắn trúng mà chết. Theo sử liệu phía Aztec, quân Tây Ban Nha đã giết Moctezuma. Liên quân Tây Ban Nha-Tlaxcala và trợ quân quay trở lại thành Tenochtitlan một năm sau đó vào ngày 13 tháng 8 năm 1521 để chặt bỏ đầu não của đế quốc Aztec đã suy yếu. Chiến thắng của Tây Ban Nha thường được cho là do tiến bộ công nghệ và nạn dịch đậu mùa làm suy kiệt dân số vùng Mexico. Theo Hassig, "Đúng là đại bác, súng, nỏ, đao thép, ngựa và chó chiến là những thứ tối tân khi so với vũ khí của người Aztec. Nhưng lợi thế mà chúng đem lại cho vài trăm binh sĩ Tây Ban Nha không thực sự quá áp đảo." theo Restall, "vũ khí của Tây Ban Nha hữu ích để bẻ gãy các đợt tấn công từ chiến binh bản địa, nhưng chúng không phải là công cụ để chinh phục... đúng hơn, chúng là công cụ để sống sót, câu giờ cho đến khi quân tiếp viện của Tây Ban Nha và bản địa đến."

## Dòng sự kiện
- 1428 – Tenochtitlan, Texcoco, và Tlacopan liên minh, thành lập Liên minh Tam quốc
- 1492–93 – Columbus phát hiện các đảo Caribbean; mở đường cho các khu định cư Tây Ban Nha sau này
- 1493–1515 – Tây Ban Nha định cư tại vùng Caribbean và Bờ Tây Ban Nha
- 1502 – Moctezuma II được lập thành Huey tlatoani hay "hoàng đế" của Tam Đồng Minh
- 1503–09 – Moctezuma thảo phạt Trung bộ châu Mỹ
- 1504 – Hernando Cortes tới Caribbean
- 1511– Thống đốc Tây Ban Nha tại Caribbean ủy quyền cho Diego Velázquez đánh chiếm Cuba
- 1515 – Vua thành Texcoco là Nezahualpilli băng hà; Cacamatzin lên ngôi; Ixtlilxochitl nổi dậy
- 1517 – Francisco Hernández de Córdoba khám phá vùng Bờ biển Yucatán
- 1518 – Juan de Grijalva khám phá vùng Yucatán và bờ Vịnh; Cortés được cử đi dẫn đầu đoàn viễn chinh lần ba

1519

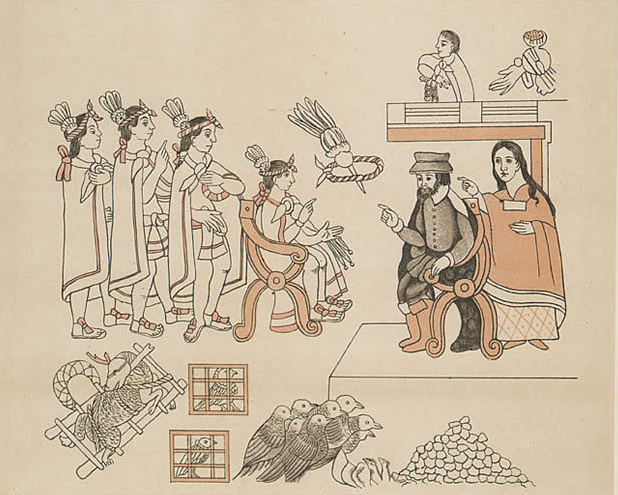
Cortés và cố vấn của ông, một phụ nữ người Nahua tên La Malinche, gặp mặt Moctezuma tại thành Tenochtitlan, 8 tháng 11, 1519

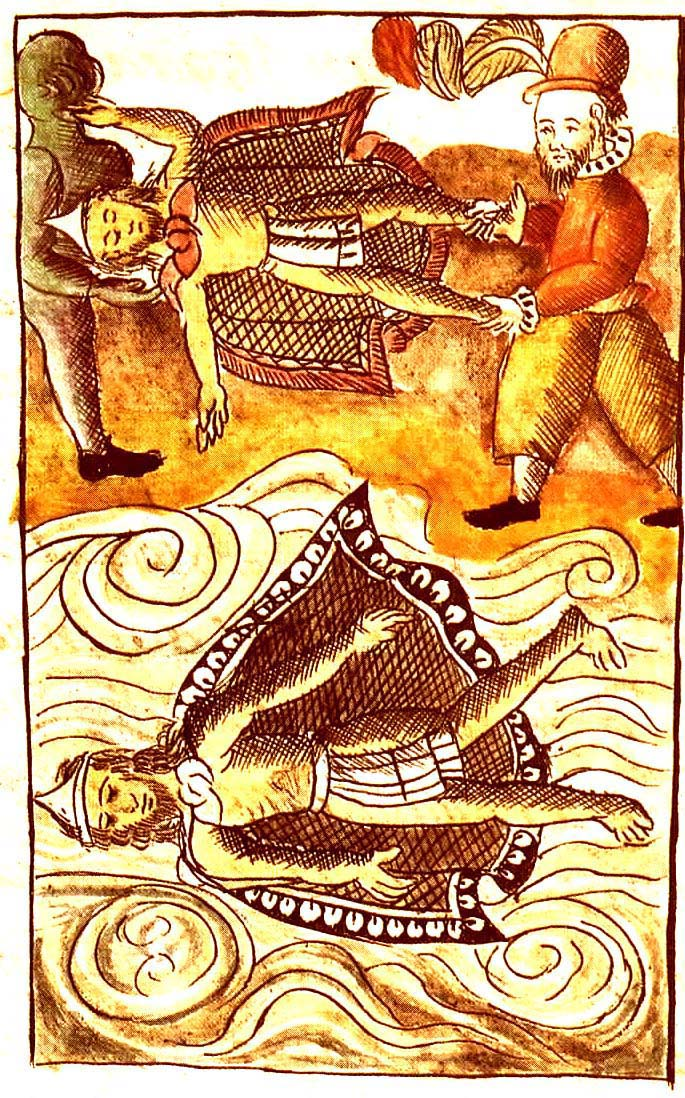
Moctezuma băng hà, được mô tả trong Thủ bản Florentine

- 10 tháng 2 – Cortés rời Cuba theo lộ trình của Hernández de Córdoba
- Đầu năm 1519 – Gerónimo de Aguilar, một người Tây Ban Nha biết tiếng Maya tại Yoko Ochoko, gia nhập nhóm Cortés;
- 24 tháng 3 – Thủ lĩnh Potoncan hòa hoãn với quân Tây Ban Nha và dâng tặng 20 nữ nô lệ làm cống phẩm. Một trong số họ (bà có nhiều tên như là La Malinche, Doña Marina, Malintze, và Malintzin), biết cả tiếng Nahua lẫn một phương ngữ Maya và trở thành phiên dịch viên đắc lực của nhóm.[14]
- 21 tháng 4 – Đoàn viễn chinh tới San Juan de Ullúa[15]
- Đầu tháng 6 – Cortes thành lập Villa Rica de la Veracruz và chuyển đại bản doanh tới nơi gần Quiahuiztlan.[16] Sau đó, người Tây Ban Nha tiến đến Cempoala[15] và liên minh với Xicomecoatl (người Tây Ban Nha đặt biệt danh cho ông là Cacique Gordo, nghĩa là Tù trưởng béo)[17]. Vào thời điểm này, Cempoala là thủ phủ của Liên bang Totonac.
- Tháng 7/Tháng 8 – Lính của Cortes mạo phạm Cempoala [18]
- 16 tháng 8 – Liên quân Tây Ban Nha-Totonac hành quân tới Thung lũng Tenochtitlan, đi qua Citlatapetl và các địa danh nổi tiếng khác như Cofre de Perote[19]
- 31 tháng 8 – Tlaxcalteca phục kích Tây Ban Nha và giết được hai kị binh [20]
- Tháng 9 – Tlaxcalteca liên tục quấy nhiễu quân Tây Ban Nha. Các cuộc tấn công này bị đẩy lùi và người Tây Ban Nha trả đũa bằng cách tàn phá các ngôi làng xung quanh. Tlaxcalteca cầu hòa sau nhiều ngày chiến đấu.[21][22]
- Tháng 10 – Tại Cholula, người Tây Ban Nha và Tlaxcala thảm sát cư dân nơi đây và thay thế triều đình Cholula bằng các quan thần thân Tlaxcala. Có lẽ người Tlaxcala đã xúi giục người Tây Ban Nha gây ra vụ thảm sát để thử thách đồng minh mới và cũng là để trả thù do thành bang này dám ly khai khỏi Tlaxcala,[7] hoặc có lẽ người Tây Ban Nha lo sợ một cuộc tấn công bất ngờ nên ra tay trước;[23] thẳng tiến tới Tenochtitlan
- 8 Tháng 11, 1519 – Cortes diện kiến Moctezuma

1520

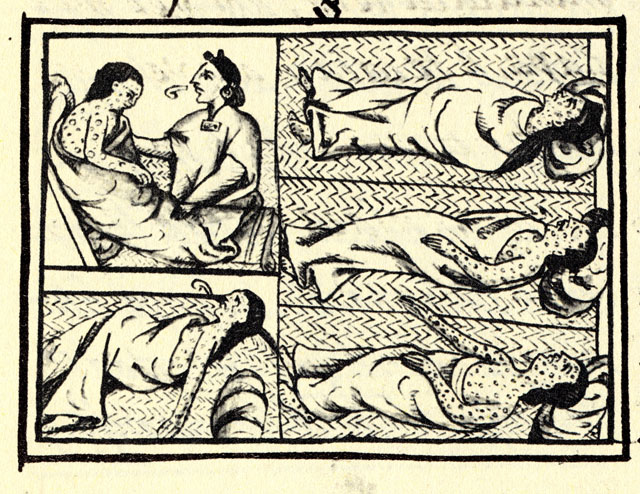
Đậu mùa trong Cuốn XII của Thủ bản Florentine mô tả cuộc chinh phục

- Tháng 4 hoăc 5 – Pánfilo de Narváez đổ bộ lên bờ Vịnh, được cử đi bởi Thống đốc Velázquez nhằm bắt giữ Cortés tội phản quốc
- Giữa tháng 5 – Pedro de Alvarado tàn sát quý tộc Aztec tại Đền Lớn
- Cuối tháng 5 – Cortés phục kích và đánh bại Narvárez tại Cempoala
- 24 tháng 6 – Quân Tây Ban Nha quay lại Tenochtitlan
- Cuối tháng 6 – Khởi nghĩa tại Tenochtitlan; Moctezuma bị giết (không rõ thủ phạm) cùng nhiều thủ lĩnh Aztec khác
- 30 tháng 6 đến 1 tháng 7 – "La Noche Triste" – Quân Aztec đánh đuổi liên quân Tây Ban Nha-Tlaxcala khỏi Tenochtitlan
- 7 tháng 7 – Trận Otumba, quân Aztec truy đuổi liên quân Tây Ban Nha-Tlaxcala nhưng bị đánh tan bởi kỵ binh tại đồng bằng Otumba
- 8 tháng 7 – Liên quân Tây Ban Nha sống sót chạy về Tlaxcala
- 1 tháng 8 – Quân Tây Ban Nha đánh Tepeaca để trả đũa vụ việc dân nơi đây giết người Tây Ban Nha[24].
- Giữa tháng 9 – Cuitláhuac đăng cơ
- Giữa tháng 10 đến giữa tháng 12 – đại dịch đậu mùa; Cuitláhuac băng hà ngày 25 tháng 11, có lẽ do nhiễm phải đậu mùa
- Cuối tháng 12 – Liên quân quay trở lại Thung lũng Mexico; hội quân với lực lượng Texcoco của Ixtlilxochitl

1521

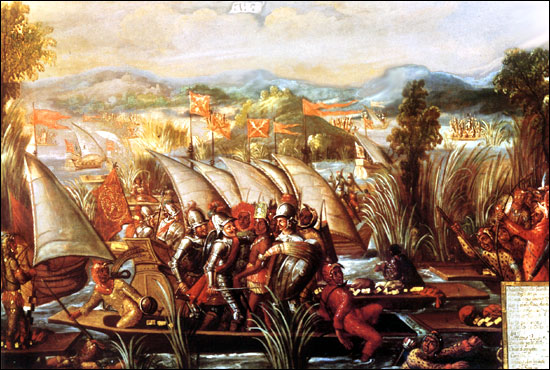
Cuauhtemoc bị bắt sống. Thế kỷ XVII, tranh sơn dầu.

- Cuối tháng 2 – Cuauhtemoc được tôn làm huey tlatoani của Tenochtitlan
- Tháng 2 – Liên quân Tây Ban Nha-Tlaxcala-Texcoco đánh chiếm Xaltocan và Tlacopan; thành Texcoco trở thành đại bản doanh cho các hoạt động đánh Tenochtitlan
- Đầu tháng 4 – Liên quân cướp bóc Yautepec và Cuernavaca
- Giữa tháng 4 – Liên quân bị đánh bại bởi Xochimilca, thành bang phe Tenochtitlan
- Cuối tháng 4 – Cho đóng 13 chiến thuyền brigantine đáy nông  dưới sự giám sát của người Tây Ban Nha với nhân lực chủ yếu là người Tlaxcala; trang bị pháo; hạ thủy tại Hồ Texcoco, cho phép Tây Ban Nha kiểm soát hoàn toàn hồ nước
- 10 tháng 5 – Vây hãm Tenochtitlan; kênh nước ngọt từ Chapultepec bị cắt đứt
- 30 tháng 6 – Quân Tây Ban Nha-Tlaxcala bị đánh bại trên bờ đường dẫn vào thành phố; lính và ngựa của họ bị người Aztec hiến tế tại Tenochtitlan
- Tháng 7 – Tàu Tây Ban Nha cập bến tại Veracruz với quân lương, ngựa và binh lực mới
- 20–25 tháng 7– Tử chiến thành Tenochtitlan
- 1 tháng 8 – Liên quân Tây Ban Nha-Tlaxcala-Texcoco tiến vào Đền Lớn; người Aztec chống cự mãnh liệt
- 13 tháng 8 – Người Aztec đầu hàng; Cuauhtemoc bị bắt trên đường chạy trốn
- 13–17 tháng 8 – Cướp bóc hàng loạt và bạo lực nổ ra trên đường phố Tenochtitlan

1522
- Tháng 10 – Karl V của Thánh chế La Mã vinh danh Cortés của Tân Tây Ban Nha.
- Tháng 11 – Vợ của Cortés là Catalina Suárez, qua đời tại Coyoacan, nơi Cortés đang ở vào thời điểm Thành phố Mexico được xây dựng trên đống tro tàn của Tenochtitlan
- Bức thư thứ hai của Cortés cho quốc vương được xuất bản ở Sevilla, Tây Ban Nha

1524
- 12 nhà truyền giáo Dòng Phan Sinh đầu tiên đến Mexico, "cuộc chinh phục tâm linh" bắt đầu, cải đạo người bản địa thành những con chiên của Chúa[25]
- Conquistador Cristóbal de Olid làm phản và cát cứ Honduras, tuyên bố độc lập; Cortés kéo quân tới Honduras dẹp loạn, đem theo Cuauhtemoc làm con tin

1525
- Tháng 2 – 3 người cai trị của cựu Tam Đồng Minh, bao gồm Cuauhtemoc, bị đem ra xử tử
- Don Juan Velázquez Tlacotzin, cựu cihuacoatl của Liên minh Tam quốc lên làm chức thống đốc phân khu dân tộc bản địa của Thành phố Mexico

1525–30
- Tây Ban Nha chinh phục Guatemala

1527–1547
- Tây Ban Nha chinh phục Chiapas

## Sử liệu

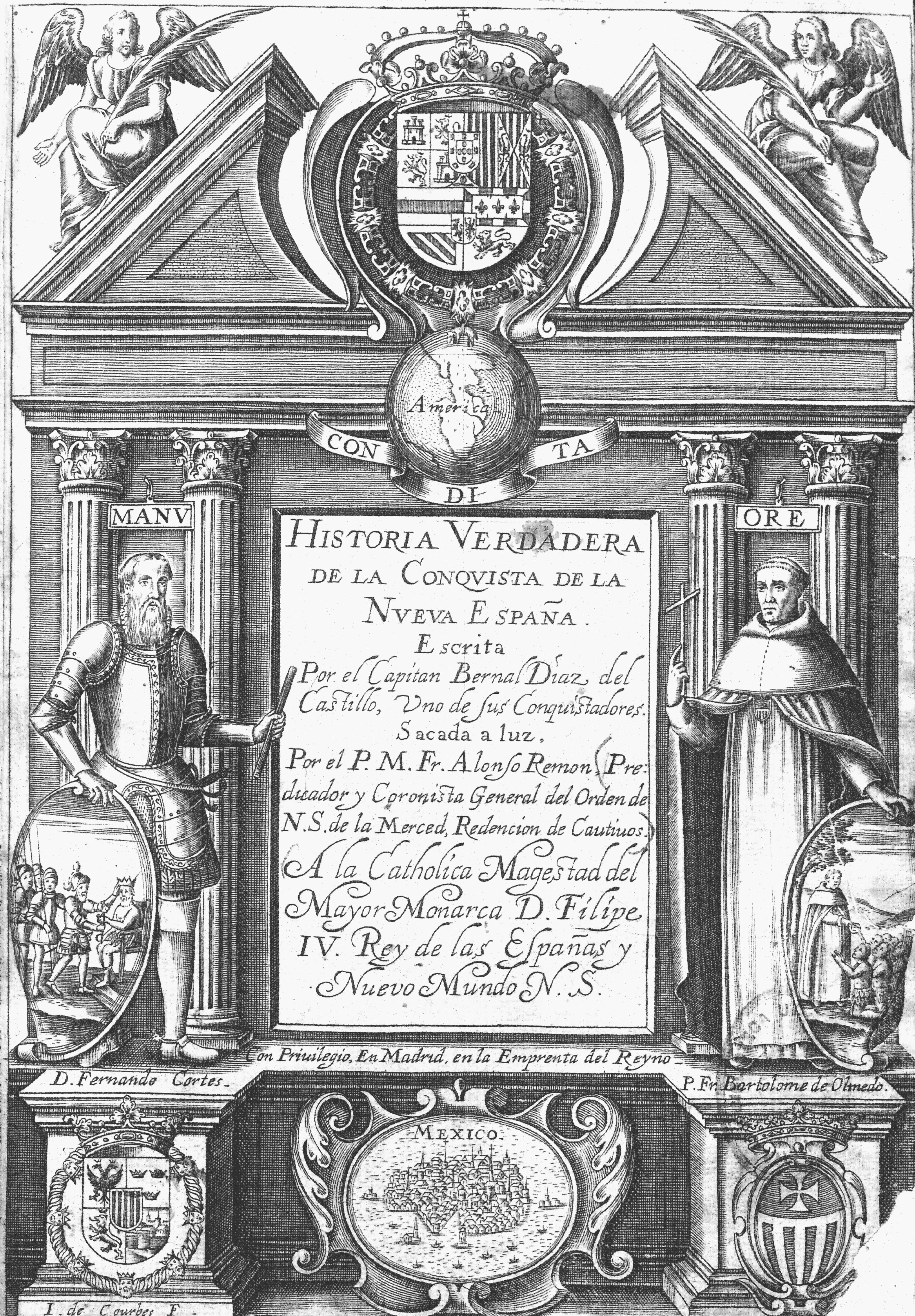
Chính sử cuộc chinh phục Tân Tây Ban Nha viết bởi Bernal Díaz del Castillo

Cuộc chinh phục Mexico, sự hủy diệt của các nền văn minh tiền Columbus vĩ đại, là sự kiện quan trọng trong lịch sử thế giới. Cuộc chinh phục được ghi chép khá rõ ràng và bao gồm nhiều quan điểm khác nhau từ hai phía, bao gồm cả của người bản địa, đồng minh và Tây Ban Nha. Người Tây Ban Nha bắt đầu ghi chép lại sự kiện kể từ lúc họ đổ bộ lên bờ Veracruz, Mexico (vào Thứ Sáu Tuần Thánh, ngày 22 tháng 4 năm 1519) đến chiến thắng cuối cùng trước người Mexica ở Tenochtitlan vào ngày 13 tháng 8 năm 1521. Đáng chú ý là các ghi chép của người Tây Ban Nha và người bản địa đều có nhiều thành kiến và phóng đại. Một số, nhưng không phải tất cả, các ghi chép từ phía Tây Ban Nha không đề cao sự hỗ trợ của các đồng minh bản địa. Các ghi chép của những conquistador thường tự tôn bản thân và gạt những đóng góp của người khác sang bên lề. Nhân chứng đồng minh bản địa thì nhấn mạnh lòng trung thành và tầm quan trọng của họ đối với chiến thắng của Tây Ban Nha.
Hai giáo sĩ người Tây Ban Nha, Dòng Phan Sinh Bernardino de Sahagún và Dòng Anh Em Giảng Thuyết Diego Durán, bôn ba ở Tân Tây Ban Nha sau sự sụp đổ của đế quốc Aztec để thu thập sử liệu từ những nhân chứng bản địa.
Hernán Cortés thường xuyên gửi nhiều bức thư cho vua Tây Ban Nha Charles V tường thuật cuộc chinh phục đương thời từ quan điểm của ông, thường là nhưng lời biện minh cho các tội ác của ông ta. Những bức thư này gần như ngay lập tức được xuất bản ở Tây Ban Nha và Châu Âu. Mãi về sau, conquistador Tây Ban Nha tên Bernal Díaz del Castillo, một người dày dặn kinh nghiệm trong cuộc chinh phục miền Trung Mexico, đã viết cuốn hồi ký Historia verdadera de la conquista de la Nueva España, đối trọng lời kể của người viết tiểu sử của Cortés, Francisco López de Gómara. Bernal Díaz ban đầu có ý định viết một bản kiến nghị lên hoàng gia đòi thêm quyền lợi sau cuộc chiến nhưng sau đó lại mở rộng nó và bao gồm thêm các cuộc thảo phạt của ông ở Caribê và Tierra Firme cũng như cuộc chinh phục người Aztec. Một số conquistador cấp thấp bao gồm Juan Díaz, Andrés de Tapia, García del Pilar và Fray Francisco de Aguilar cũng viết nhiều đơn thỉnh cầu lên Hoàng gia Tây Ban Nha, yêu cầu phần thưởng xứng đáng cho những cống hiến của họ trong cuộc chinh phục. Cánh tay phải của Cortés, Pedro de Alvarado, không ghi chép gì mấy về quãng đời của ông ở Tân Thế giới và bỏ mạng trong chiến tranh Mixtón năm 1542. Hai lá thư của Alvarado gửi cho Cortés lúc ông còn ở Guatemala được xuất bản trong cuốn The Conquistadors.
Biên niên sử của một "Conquistador khuyết danh" được viết vào khoảng thế kỷ XVI, được đặt tựa đề vào đầu thế kỷ XX trong bản dịch sang tiếng Anh là Narrative of Some Things of New Spain and of the Great City of Temestitan (tạm dịch: Tường thuật vài điều của Tân Tây Ban Nha và của thành phố vĩ đại Temestitan - tức là thành Tenochtitlan). Sử liệu của tác giả này không phải là một bản kiến nghị mà là một ghi chép các quan sát về người bản địa. Sau này, nó được tu sĩ Dòng Tên Francisco Javier Clavijero tham khảo và chú thích trong các công trình nghiên cứu của ông về lịch sử Mexico vào thế kỷ XVIII.

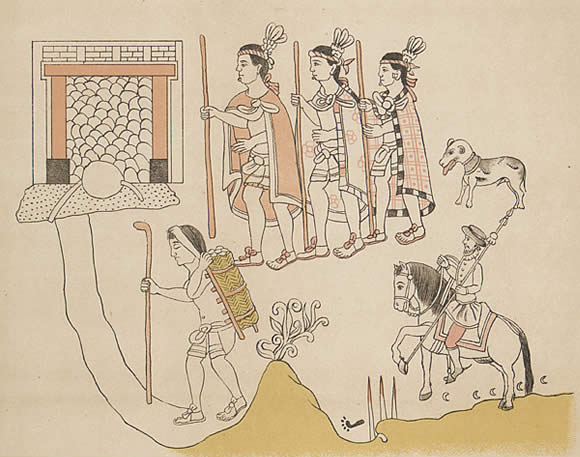
Các đồng minh Tlaxcala của Tây Ban Nha với cửu vạn, cùng các conquistador và chó săn Tây Ban Nha. Lienzo de Tlaxcala

Về phía các dân tộc bản địa đồng minh của Cortés, đặc biệt là các thành bang Tlaxcala, có viết rất nhiều về công lao của họ trong cuộc chinh phục nhằm trình bày lên Hoàng gia Tây Ban Nha và đòi đặc quyền dành cho họ. Quan trọng nhất trong số này là hai cuốn Lienzo de Tlaxcala (Tlaxcala Sử lược) và Historia de Tlaxcala (Lịch sử Tlaxcala) của Diego Muñoz Camargo. Ít thành công hơn, các đồng minh Nahua từ Huexotzinco (hoặc Huejotzinco) gần Tlaxcala bất bình do công sức của họ không được ghi nhận. Tồn tại một bức thư viết bằng tiếng Nahuatl gửi cho Hoàng gia Tây Ban Nha từ các lãnh chúa vùng Huexotzinco, liệt kê các công đức của họ trong cuộc chiến. Bức thư đã được xuất bản bằng tiếng Nahuatl và tiếng Anh bởi James Lockhart trong cuốn We People Here: Nahuatl Accounts of the Conquest of Mexico năm 1991. Fernando Alva Ixtlilxochitl từng kiến nghị với Hoàng gia Tây Ban Nha, tâu rằng người Texcoco đã không nhận được phần thưởng xứng đáng sau khi giúp đỡ các conquistador, đặc biệt là trong các sự kiện theo sau La Noche Triste.
Sử liệu bản địa nổi tiếng nhất về cuộc chinh phục là Chương 12 của Thủ bản Florentine viết bởi Bernardino de Sahagún. Sau này, cuốn sách được xuất bản dưới tên Florentine Codex trong cả hai thứ tiếng Nahuatl và Tây Ban Nha kèm các hình minh họa. Ít được biết đến hơn là tái bản năm 1585 của Sahagún về cuộc chinh phục, thay đổi hoàn toàn quan điểm của người bản địa và chèn vào những đoạn văn ca ngợi người Tây Ban Nha và cụ thể là Hernán Cortés. Một tài liệu bản địa khác là cuốn Lịch sử Anh-điêng của Tân Tây Ban Nha viết bởi giáo sĩ Dòng Anh Em Giảng Thuyết Diego Durán từ năm 1581, với nhiều hình minh họa có tô màu.
Một đoạn văn theo quan điểm của người Nahua có tựa Anales de Tlatelolco trong tiếng Nahuatl được viết có lẽ từ năm 1540. Bản trích dẫn của bản thảo quan trọng này được xuất bản vào năm 1991 bởi James Lockhart bằng phiên âm tiếng Nahuatl và bản dịch tiếng Anh. Tuyển tập sử liệu tiếng Anh được sử dụng phổ biến trong các chương trình đại học là cuốn The Broken Spears: The Aztec Accounts of the Conquest of Mexico của Miguel León-Portilla từ năm 1992. Không có gì đáng ngạc nhiên khi nhiều ấn phẩm và tái bản về cuộc chinh phục Mexico từ thế kỷ XVI bắt đầu xuất hiện vào khoảng năm 1992, kỷ niệm 500 năm chuyến đi đầu tiên của Christopher Columbus, khi sự quan tâm của các học giả và phổ thông đối với sự tiếp xúc đầu tiên giữa người Âu và Mỹ tăng lên.
Một tài liệu vẫn còn giữ giá trị đến tận ngày nay về cuộc chinh phục miền trung Mexico là cuốn History of the Conquest of Mexico, xuất bản lần đầu vào năm 1843, viết bởi nhà sử học William Hickling Prescott có quê quán ở New England. Cuốn sách này vẫn được coi là hợp tuyển tường thuật thống nhất cực kỳ quan trọng về cuộc chinh phục. Prescott đã tham khảo tất cả các tác phẩm từ thế kỷ XVI cùng với một số ít được xuất bản vào giữa thế kỷ XIX lúc ông đang viết cuốn sách. Có vẻ như bản sửa đổi năm 1585 của Bernardino de Sahagún chỉ còn tồn tại đến ngày nay dưới dạng một bản sao mà Prescott viết ở Tây Ban Nha lúc ông đang hoàn thiện dự án vì bản gốc của nó hiện đã thất lạc. Mặc dù các học giả hiện đại có nhiều thành kiến và chỉ ra nhiều thiếu sót của nó, "chẳng có nơi nào mà bạn có thể đọc được sử liệu tổng hợp tốt hơn về các sự kiện chính, các cuộc khủng hoảng và quá trình chinh phục Mexico như bản của Prescott."

### Điềm báo cho người Aztec về đại họa

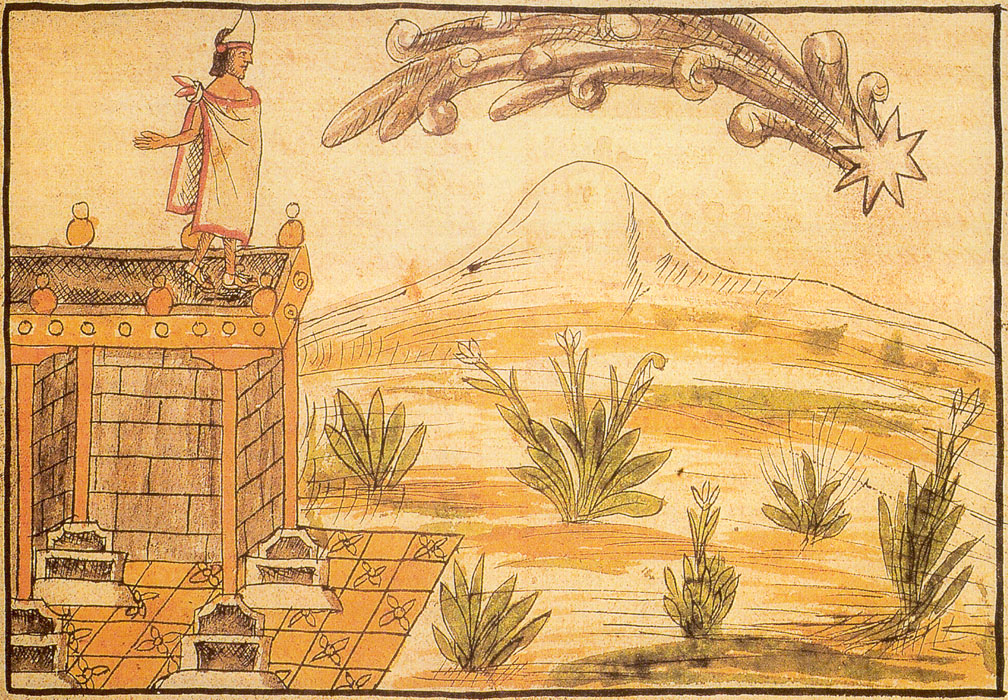
Moctezuma nhìn thấy sao chổi, điềm báo cho đại họa. Ghi chép của Diego Durán dựa trên lời kể của dân bản địa.

Trong các ghi chép của giáo sĩ Dòng Phan Sinh Bernardino de Sahagún và Dòng Anh Em Giảng Thuyết Diego Durán vào giữa đến cuối thế kỷ XVI, tồn tại những lời sấm siêu nhiên của người bản địa về cuộc chinh phục. Những ghi chép của hai sử gia này mang rất nhiều quan điểm chống Tây Ban Nha. Hầu hết các ghi chép gốc về cuộc chinh phục Đế quốc Aztec đều được viết bởi người Tây Ban Nha, chẳng hạn như những bức thư của Hernán Cortés gửi cho Hoàng đế La Mã Thần thánh Charles V và cuốn hồi ký Lịch sử thực sự cuộc chinh phục Tân Tây Ban Nha của Bernal Díaz del Castillo. Các ghi chép của những người bản địa thường bị lược bỏ và hiếm khi được sử dụng, vì chúng chỉ phản ánh quan điểm của một nhóm bản địa cụ thể, chẳng hạn như người Tlaxcala. Các bản tường thuật bản địa được chép bằng hình ảnh sớm nhất là vào năm 1525. Các bản tường thuật sau đó được viết bằng tiếng Nahuatl của người Aztec và các dân tộc bản địa khác miền trung Mexico.
Năm 1510, Hoàng đế Aztec Moctezuma II được tlatoani của thành bang Texcoco là Nezahualpilli (ông được coi là một nhà tiên tri vĩ đại) đến thăm. Nezahualpilli cảnh báo Moctezuma rằng ông phải đề phòng, bởi vì vài năm nữa những thành phố Aztec sẽ bị hủy diệt. Trước khi rời đi, ông ta nói rằng Moctezuma sẽ nhận được điềm báo chứng minh cho lời của ông. Năm tháng trôi qua và sau cái chết của Nezhualpilli vào năm 1515, một số dâu hiệu siêu nhiên xuất hiện::3–11

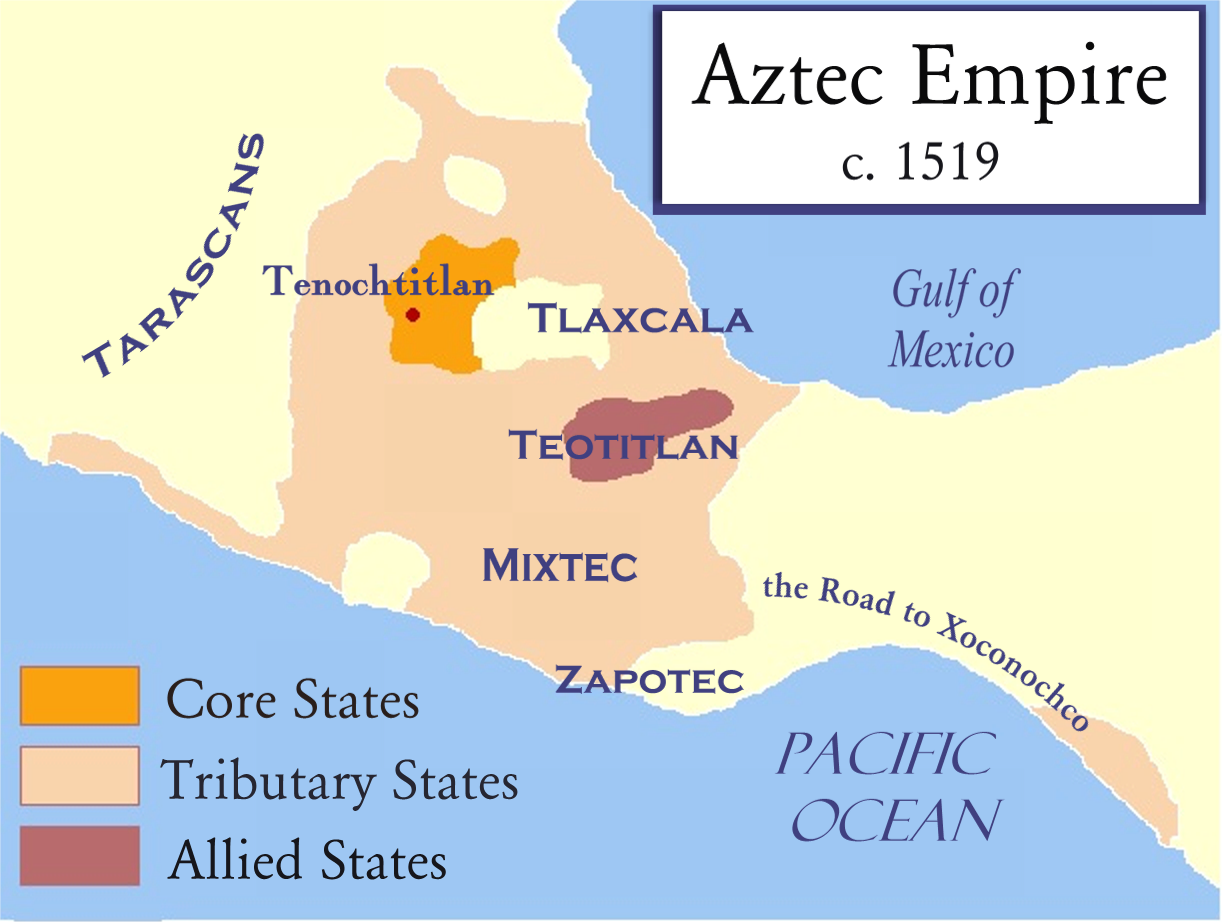
Đế quốc Aztec trước thềm cuộc chinh phục

- Một cột lửa xuất hiện từ nửa đêm cho đến rạng sáng, và dường như bầu trời mưa lửa vào năm 1517
- Ngọn lửa thiêu rụi ngôi đền Huitzilopochtli
- Tia chớp phá hủy ngôi đền rơm Xiuhtecuhtli
- Sự xuất hiện của lửa hoặc sao chổi bay ngang qua bầu trời ba lần trong ngày
- Đáy hồ sôi và ngập lụt quanh Tenochtitlan
- Người phụ nữ Cihuatcoatl, gào khóc giữa đêm kêu người Aztec hãy "chạy thật xa khỏi thành phố này"
- Montezuma II nhìn thấy các ngôi sao mamalhuatztli và viễn cảnh những chiến binh cưỡi "trên lưng những con vật giống hươu", trong một chiếc gương trên vương miện của một con chim bị ngư dân đánh bắt
- Người đàn ông hai đầu tlacantzolli chạy loạn trên đường phố

Ngoài ra, người Tlaxcala còn nhìn thấy "ánh hào quang rọi sáng phía đông ba tiếng trước khi mặt trời mọc" và "cơn lốc bụi" từ ngọn núi lửa Matlalcueye.:11 Theo Diaz, "Những cacique (người Tây Ban Nha gọi chung các thủ lĩnh bản địa là cacique mà không quan tâm đến địa vị của họ trong xã hội nơi đây) này cũng cho chúng tôi biết về một truyền thống mà họ được nghe kể từ tổ tiên của họ, rằng một trong những vị thần mà họ đặc biệt tôn thờ đã tiên tri về sự xuất hiện của những người đàn ông từ một vùng đất xa xôi theo hướng mặt trời mọc, người sẽ chinh phục họ và cai trị họ.":181 Một số tường thuật nói rằng vị thần này chính là Quetzalcoatl và rằng người Aztec bị đánh bại vì họ coi người Tây Ban Nha là các vị thần. Tuy vậy, những tuyên bố này nên được coi là một kiểu tuyên truyền của người Tây Ban Nha thời kỳ hậu chinh phục, hạ thấp sắc dân bản địa là ngu muội, mê tín và không văn minh.
Các điềm báo rất quan trọng trong tín ngưỡng Aztec, họ tin rằng lịch sử lặp lại chính nó. Một số học giả hiện đại nghi ngờ về việc liệu những điềm báo như vậy có thực sự xảy ra hay không, hay liệu chúng là những bày vẽ Ex post facto (về sau này) để giải thích thất bại của họ. Một số học giả cho rằng "cách giải thích khả dĩ nhất về câu chuyện của những điềm báo này là một số, nếu không phải là tất cả, đã xảy ra" nhưng thừa nhận rằng rất có thể "những người Mexico và giáo sĩ, viết sau này về đế chế Mexico, đã liên kết những ký ức đó với những gì họ biết là đã xảy ra ở châu Âu.

## Bối cảnh
Người Tây Ban Nha đã thành lập một khu định cư lâu dài trên đảo Hispaniola vào năm 1493 trong chuyến hải hành thứ hai của Christopher Columbus. Họ  tiếp tục khám phá và định cư vùng Caribe và Vùng Tây Ban Nha Chính, tìm kiếm sự giàu có, vàng bạc và các quần thể bản địa đông dân khác nhằm bóc lột lao động. Hai mươi lăm năm sau khi người Tây Ban Nha lần đầu đến Tân Thế giới, nhiều đoàn thám hiểm đã được cử đi khám phá bờ biển Mexico.

### Những cuộc thám hiểm của Tây Ban Nha đến Yucatán

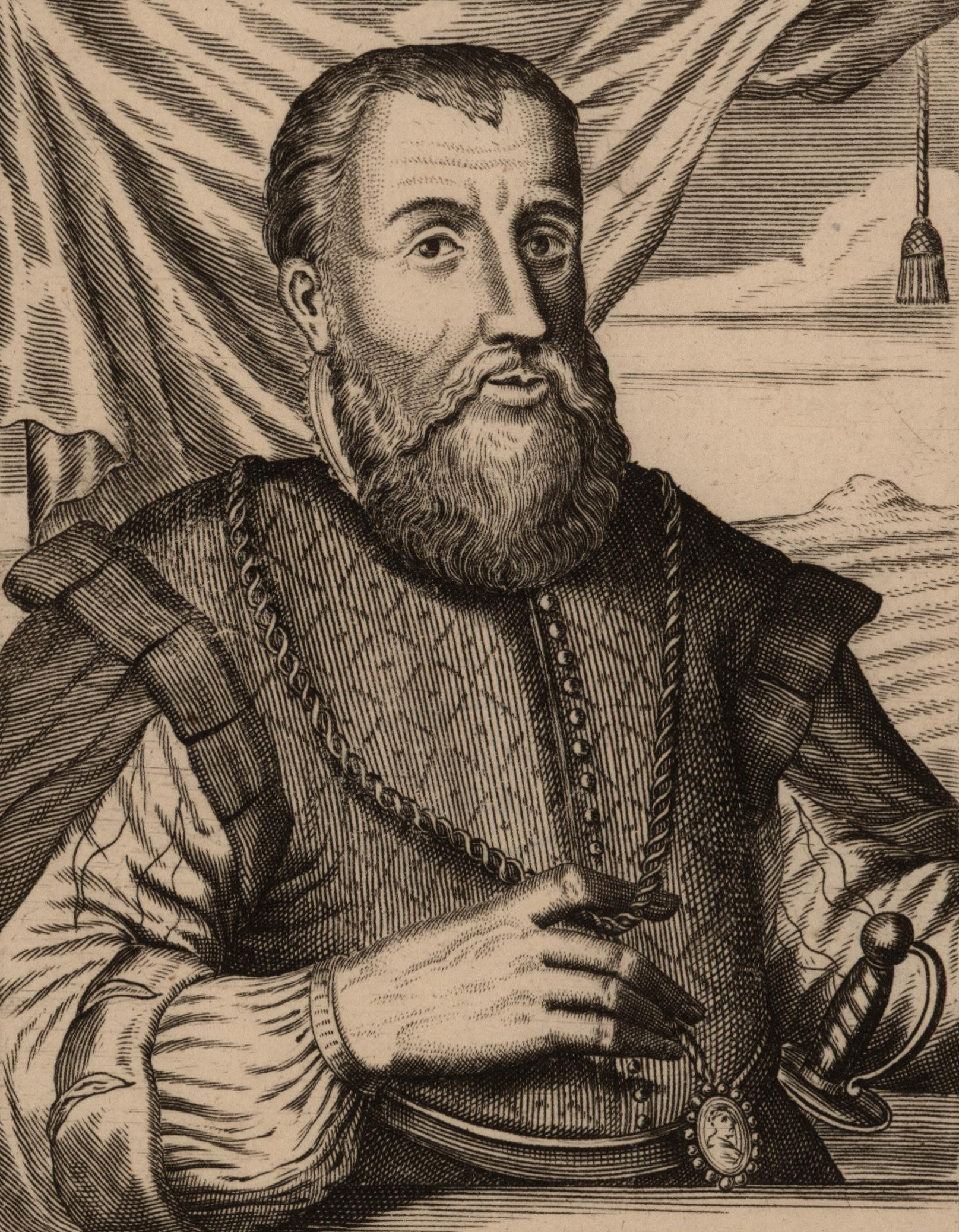
Diego de Velázquez, thống đốc Cuba, người đã ủy quyền cho cuộc thám hiểm của Cortés vào năm 1519

Năm 1517, thống đốc Cuba là Diego de Velázquez ủy quyền một hạm đội gồm ba tàu dưới sự chỉ huy của Hernández de Córdoba đi về phía tây và khám phá bán đảo Yucatán. Córdoba cập bờ Yucatán và gặp gỡ người Maya ở Cape Catoche. Sau khi đổ bộ, các conquistador đọc Requerimiento năm 1513 trước dân chúng Maya, ban cho họ sự bảo hộ của Vua Tây Ban Nha nếu họ chịu quy phục. Córdoba bắt được hai người Maya, họ được rửa tội và đổi tên thành Melchor và Julián, rồi trở thành thông dịch viên cho người Tây Ban Nha. Hai người này bị đánh lừa hoặc hiểu sai ngôn ngữ mà kể cho người Tây Ban Nha về vàng bạc châu báu vô kể ở vùng này. Ở phía tây của bán đảo Yucatán, người Tây Ban Nha bị phục kích vào ban đêm bởi tướng Maya tên là Mochcouoh, dẫn đến cái chết của 50 người Tây Ban Nha. Córdoba bị trọng thương sau cuộc đụng độ và chỉ có một số ít thủy thủ đoàn toàn mạng quay trở về Cuba.:15–26
Vào thời điểm đó, vùng Yucatán chỉ mới được khám phá một phần, cuộc chinh phục Yucatán của người Tây Ban Nha diễn ra muộn hơn so với cuộc chinh phục ở Trung Mexico (1519–21). Với sự trợ giúp của hàng chục nghìn chiến binh từ các cựu lãnh thổ Aztec và nhiều vương quốc Maya khác, người Tây Ban Nha đã mất hơn 170 năm để thiết lập toàn quyền kiểm soát vùng văn hóa Maya, kéo dài từ bắc Yucatán xuống vùng đất thấp trung tâm El Petén rồi lên tới cao nguyên phía nam Guatemala. Sự kết thúc của chiến dịch được đánh dấu bằng sự kiện nhà nước Maya cuối cùng, Itza Maya đóng đô tại Nojpeten, thất thủ vào năm 1697.

### Cuộc viễn chinh của Cortés

#### Chuẩn bị

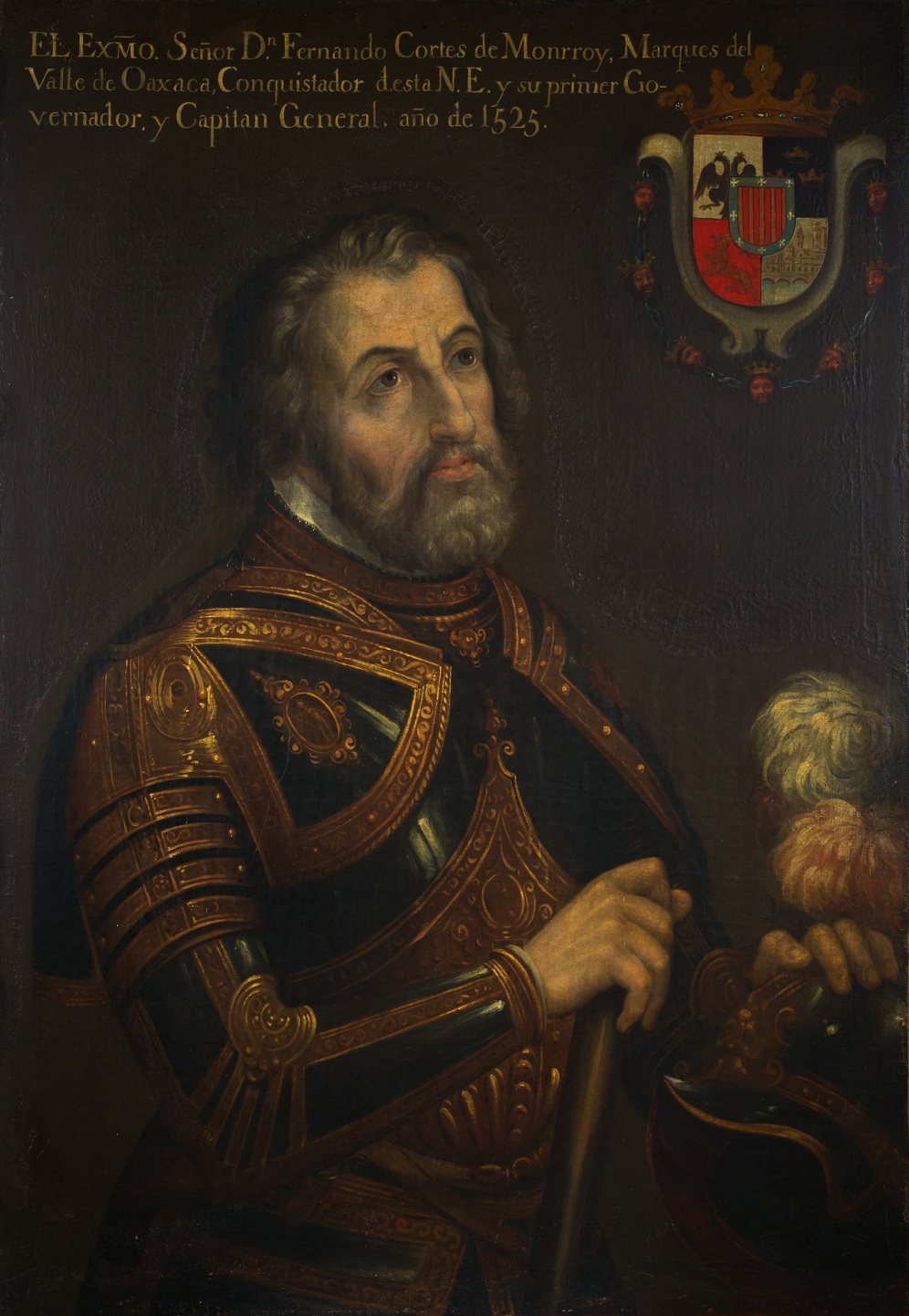
Hernán Cortés vào những năm về già; gia huy của ông ở góc trên bên trái.

Ngay cả trước khi Juan de Grijalva quay trở lại Tây Ban Nha, Velázquez đã quyết định gửi một đoàn thám hiểm thứ ba và thậm chí lớn hơn để khám phá bờ biển Mexico. Hernán Cortés được trao quyền chỉ huy hạm đội, điều này khiến nhiều kẻ tại thuộc địa này rất ghen tị và bất bình. Ấn bảo hộ của Vương Miện cho phép những conquistador được phép cai trị những vùng đất mà họ chinh phục nhưng chúng vẫn nằm trực tiếp dưới quyên kiểm soát của Hoàng gia. Bất kỳ ai sẵn sàng đóng góp tài chính đều có thể sẽ lấy được nhiều tài sản và quyền lực hơn. Những kẻ mang theo ngựa, caballeros, nhận được hai phần chiến lợi phẩm, một phần cho nghĩa vụ quân sự, phần còn lại là vì họ mang theo ngựa. Cortés đã đầu tư một phần đáng kể tài sản của ông và có lẽ đã lâm vào cảnh nợ nần để vay thêm vốn. Chính Velázquez có lẽ đã tài trợ gần một nửa chi phí của chuyến thám hiểm.

#### Lệnh đình hoãn vào phút chót

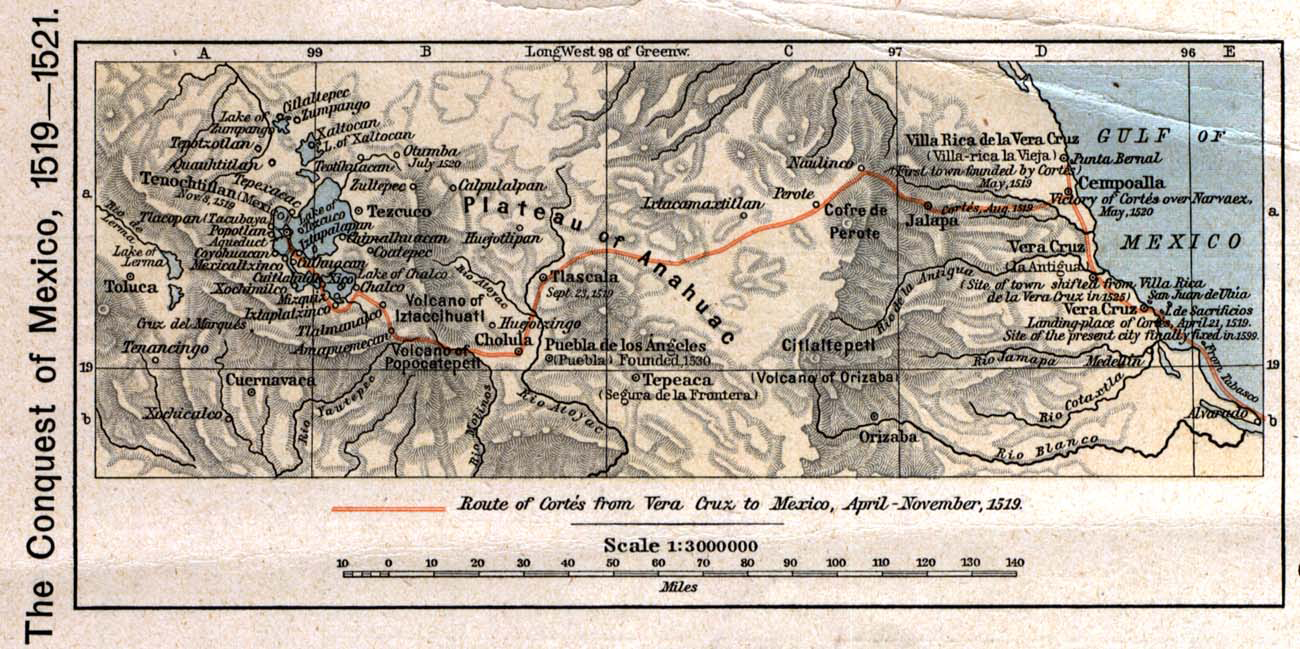
Lược đồ lộ trình của Cortes trong nội địa Mexico

Velázquez chắc hẳn đã nhận thức rõ rằng, bất cứ kẻ nào chinh phục được vùng đất liền nhân danh Vua Tây Ban Nha sẽ có được danh tiếng, vinh quang và tiền tài, hơn bất cứ thứ gì có được ở chốn Cuba nghèo nàn này. Do đó, khi đoàn thám hiểm sắp khởi hành, vị thống đốc bắt đầu nghi ngờ rằng Cortés sẽ không trung thành và trưng dụng đoàn thám hiểm để phục vụ cho mục đích riêng của hắn,[57] cụ thể là tự thiết lập một thuộc địa riêng và tách khỏi quyền kiểm soát của Velázquez.
Vì vậy, Velázquez hạ lệnh thay thế Cortes bằng Luis de Medina. Tuy nhiên, anh rể của Cortés, theo một số nguồn, đã giết Medina. Biết chuyện, Cortés liền thúc đẩy nhanh việc tổ chức và chuẩn bị cho chuyến thám hiểm.[58]

## Diễn biến

### Liên minh với Totonac

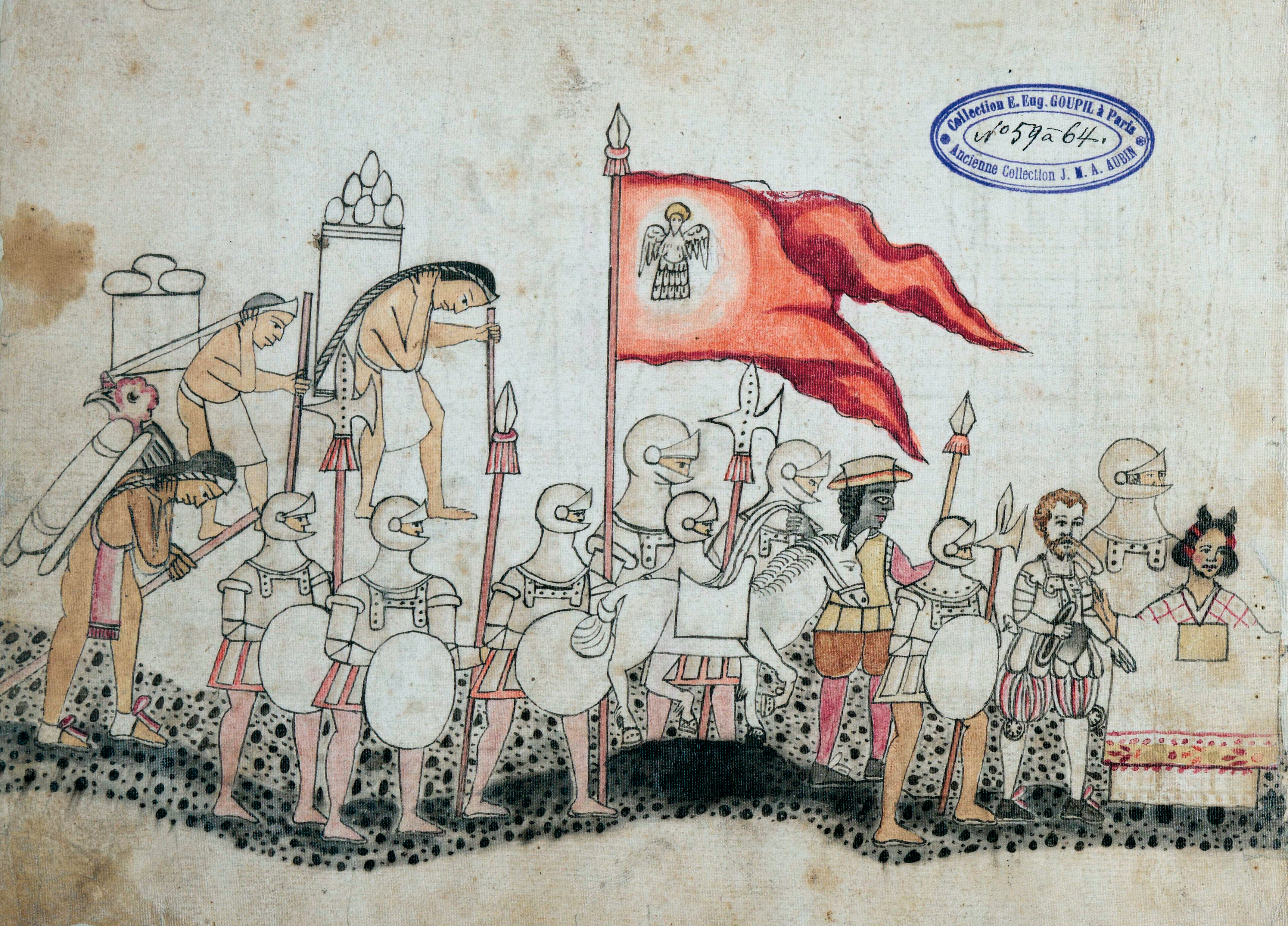
Cortés dẫn đầu quân Tây Ban Nha, theo sau bởi các tameme (cửu vạn), Bản thảo Azcatitlan.

Cortés tiến tới Quiahuiztlán và Cempoala, các thành bang Totonac nằm dưới ách đô hộ của người Aztec. Các teuctlis tại đây (người cai trị) đã từng gặp gỡ Juan de Grijalva và có quan hệ tốt đẹp với người Tây Ban Nha. Teuctli của Cempoala tên là Xicomecoátl(được các sử liệu Tây Ban Nha mô tả là một vị tù trưởng mập mạp và ì ạch), cùng với teuctli của Quiahuiztlán đón nhận nồng hậu người Tây Ban Nha. Trong cuộc đàm thoại sau đó, Cortés hứa rằng sẽ giúp họ được giải phóng khỏi xiềng xích của người Aztec và đề nghị một liên minh giữa Totonac và Tây Ban Nha. Nước đi ngoại giao đầu tiên này đặt ra tiền lệ cho các kế sách tiếp theo của Cortes nhằm có được sự ủng hộ chính trị cũng như quân sự của các dân tộc bị áp bức, hợp lực để lật đổ Đế quốc Aztec.
Không lâu sau khi người Tây Ban Nha tới, năm sứ thần của Moctezuma đến vùng này để thu cống như thường lệ. Cortés xúi giục các thủ lĩnh Totonac kháng thuế và tống giam họ. Các thủ lĩnh Totonac, có phần sợ hãi, đã làm theo lời Cortés. Một caudillo Tây Ban Nha được cho đàm phán với hai trong số năm viên sứ thần, ông tra hỏi xong rồi thả họ đi, kể rằng người Totonac đã bày trò này mà người Tây Ban Nha không hề hay biết. Ông cũng kèm theo lời nhắn hòa bình đến tlatoani (tương đương vua) của Tenochtitlan, hứa rằng sẽ giúp họ tiêu diệt bè lũ "phản động". Sáng hôm sau, Cortés tra hỏi các teuctlis Totonac tại sao lại để cho chúng "tẩu thoát", rồi ông trả vờ phẫn nỗ, bắt ba viên sứ thần còn lại đưa lên tàu. Mục đích của caudillo là muốn có sự hậu thuẫn vô điều kiện của người Totonac và đánh lừa Moctezuma. Vài ngày sau, một đoàn sứ thứ hai của Moctezuma được cử tới, lần này được Motelchiuh và hai người cháu của Cacamatzin dẫn đầu, mang theo quà và cảm ơn họ vì đã ra tay cứu giúp hai viên sứ thần trước. Ông đã bí mật đàm phán với teuctli của Quiahuiztlán, cứ cho là họ đã được giải phóng khỏi ách cai trị của ông và đề nghị "tha bổng" cho ba viên sứ thần còn lại. Motelchiuh cùng với các tù nhân được trao trả mừng rỡ quay trở về Tenochtitlan.
Ở Tizapancingo, một đội quân Aztec được tập hợp nhằm thảo phạt các thành bang Totonac không chịu nộp cống nữa. Cortés dẫn đầu đội kỵ binh đã có thể đánh tan đội quân Aztec này, thuyết phục thành công các tecuhtlis của Quiahuiztlán và Cempoala gia nhập liên minh với họ. Ba mươi thủ lĩnh Totonac gặp gỡ tại Cempoala để chính thức công nhận liên minh và cùng người Tây Ban Nha tiến tới Tenochtitlan. Người Totonac cung cấp cho quân Tây Ban Nha rất nhiều cửu vạn để vận chuyển số pháo châu Âu họ mang theo.
Người Totonac đóng góp 1,300 chiến binh cho Cortés. Các tướng lĩnh Totonac tham gia cuộc viễn chinh bao gồm Mamexi, Teuch, và Tamalli. Điều kiện của họ là, sau khi người Mexica bị hạ bệ, quốc gia Totonac sẽ được độc lập và tự do. Các thành bang Cempoala, Quiahuiztlán được rửa tội, đổi tên thành Nueva Sevilla và Archidona, nhưng chúng không còn tồn tại đến ngày nay.

### Âm mưu đào ngũ

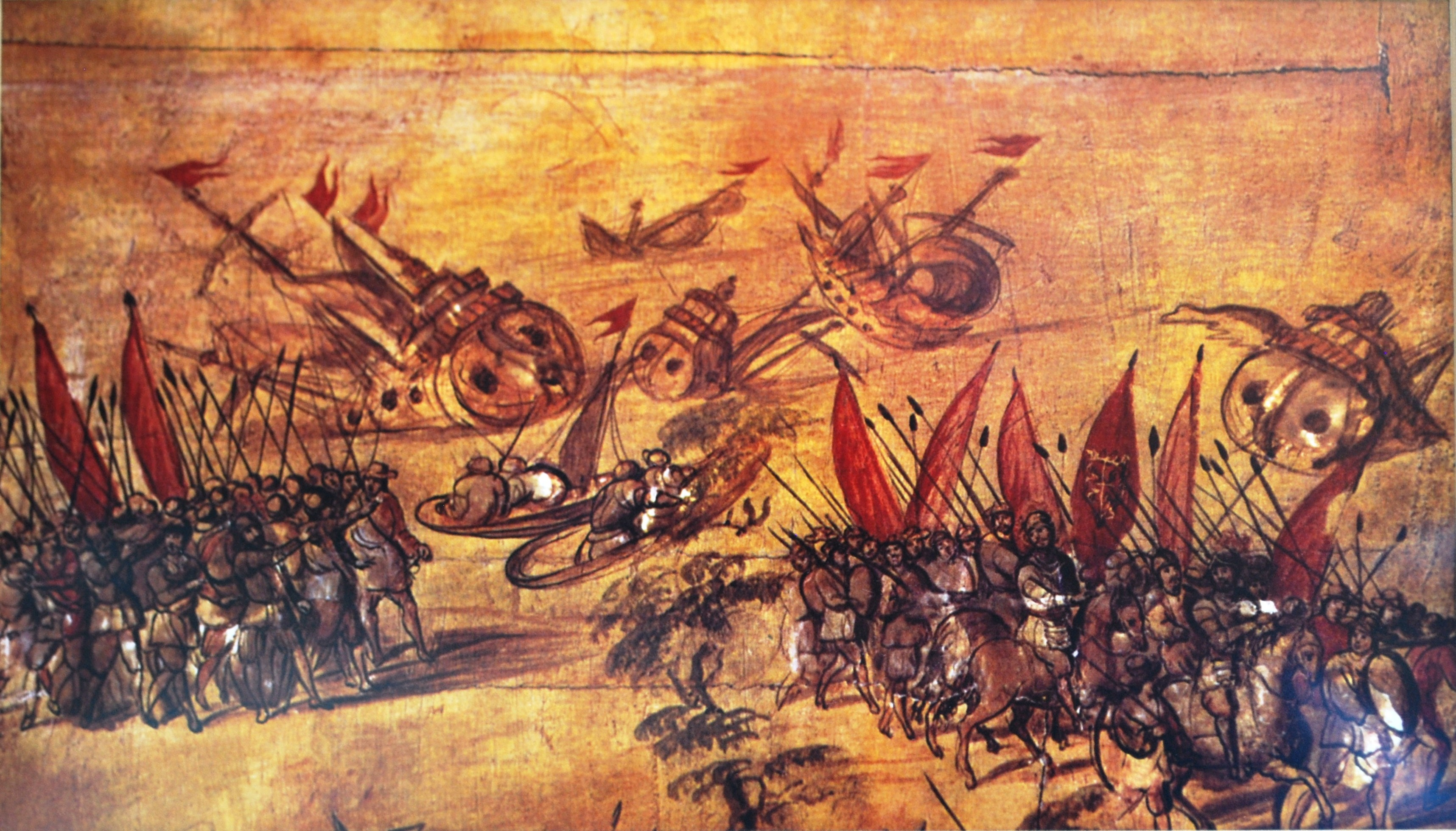
Cortés đục chìm tàu thuyền ngoài khơi Veracruz

Không lâu sau, Alonso de Grado và Alonso de Ávila được phong làm thị trưởng lâm thời của Villa Rica de la Vera Cruz. Diego Velázquez và bè bạn thân cận của ông ta không đồng ý với quyết định trên, chống chế để quay trở về Cuba. Những kẻ đồng lõa bao gồm Fray Juan Díaz, Juan Velázquez de León, Diego de Ordás, Alonso de Escobar, Juan Escudero, thuyền trưởng Diego Cermeño, các thủy thủ Gonzalo de Umbría và Alfonso Peñate. Một hội đồng chiến tranh được chủ tọa bởi Cortés và tổ chức bởi đội quân đóng ở thị trấn với sự hậu thuẫn của các tân thị trưởng nhằm bàn bạc về vấn đề này. Juan Escudero và Diego Cermeño bị kết án tử bằng treo cổ, Gonzalo de Umbría bị chặt một bàn chân và số còn lại bị bắt giữ. Khi những kẻ nổi loạn được thả, họ vô điều kiện đồng thuận với caudillo. Ngoài ra, Cortés đục chìm tất cả các tàu thuyền để không ai có thể trốn thoát về Cuba trong tương lai. Trong các nguồn sử liệu Tây Ban Nha, Cortes biện minh cho hành động này với cớ những con thuyền "không thể di chuyển được". Theo biên niên sử của Díaz del Castillo, những kẻ cố trốn tránh vẫn bị bắt phải tham gia cuộc viễn chinh. Còn những kẻ có máu phiêu lưu chỉ nói một câu: Tại sao ta lại từ chối tiến về phía trước và từ chối hưởng một phần chiến lợi phẩm? [Pues, ¿de qué condición somos los españoles para no ir adelante, y estarnos en partes que no tengamos provecho de guerra?]
Alguacil của Villa Rica, Juan de Escalante, đồn trú ở thị trấn với một lực lượng nhỏ người Tây Ban Nha, phần lớn là người già và người bị thương. Nhiệm vụ của Escalante bao gồm: cung cấp sự hỗ trợ cần thiết cho dân Totonac phòng trường hợp người Aztec gây hấn và canh giữ bờ biển.
Cùng lúc đó, thống đốc Jamaica là Francisco de Garay cử một đội 3 tàu thám hiểm và 270 thủy thủ dưới sự chỉ huy của Alonso Álvarez de Pineda tới Vịnh Mexico. Sau khi giong buồm từ Florida tới sông Pánuco, Escalante trông thấy đoàn thuyền này và bẩm báo lên chỉ huy. Cortés tưởng lầm đoàn này được cử đi bởi Velázquez, cho giăng bẫy để bắt sống thủy thủ đoàn nhưng chỉ bắt được 7 người đổ bộ bằng thuyền nhỏ, phần lớn đoàn thám hiểm trở về Jamaica an toàn. Vào ngày 16 tháng 8 năm 1519, Cortés dẫn đầu liên quân Tây Ban Nha-Totonac hành quân tới thành Tenochtitlan.

### Liên minh với Tlaxcala
Họ tới các thành bang Ixcalpan (Rinconada), Xalapa và Xicochimalco; tất cả các cuộc gặp gỡ ở những nơi này đều diễn ra rất thuận lợi. Họ tiếp tục tiến tới Monte Grande (Núi Lớn), hiện có tên là Puerto de Dios (Cảng của Thần), rồi tới được Teoizhuacán và Ayahualulco; họ vượt dãy Sierra de Puebla thông qua Cofre de Perote thiếu thốn nước ngọt; họ chuyển hướng lên phía bắc qua các thành bang Altotonga, Xalacingo và Teziutlán rồi vào được thành Zautla, nơi họ được tiếp đón bởi thủ lĩnh địa phương tên là Olintetl. Khi được người Tây Ban Nha hỏi han về quan hệ triều cống với người Mexica, Olintetl trả lời: "Có kẻ không phải là chư hầu của Moctezuma hay sao?". Trong cuộc thẩm vấn, Cortés thuyết phục ông kháng thuế và thề trung thành với Vương miện Castilla, nhưng Olintetl từ chối do một đạo quân Mexica hiện đang đồn trú ở thành phố này. Tuy vậy, họ vẫn chào đón người Tây Ban Nha. Vị tecuhtli của Ixtacamaxtitlán, một thành bang chư hầu của Aztec, mời người Tây Ban Nha đến thăm và khuyên họ tiếp tục hành quân đến Cholula để tránh lạc vào lãnh thổ liên hiệp Tlaxcala. Tướng Mamexi cảnh báo Cortés rằng rất có thể đây là bẫy và đề xuất loan tin đến các lãnh tụ Tlaxcala để thành lập liên minh chống người Mexica. Cortés bị thuyết phục bởi sự trung thành của người Totonac, liền nghe theo lời của Mamexi và bám theo lộ trình cũ.
Tlaxcala là một liên minh của các thành bang và được trị vì bởi một hội đồng cầm quyền gần giống chính thể cộng hòa. Trái lại, đế quốc Aztec được tổ chức theo hình thức gần giống đế quốc. Kể từ năm 1455, quyền lực của đế quốc Aztec dựa vào sức mạnh của ba thành bang cốt lõi Texcoco, Tlacopan, và Tenochtitlan, nhưng sau này thành Tenochtitlan đã chiếm ưu thế hoàn toàn. Trong những năm tháng đó, liên minh Tam Quốc mở mang bờ cõi và tiến hành các cuộc chiến tranh Hoa chống lại Huejotzingo, Cholula và Tlaxcala.
Trong bối cảnh đó, liên quân Totonac-Tây Ban Nha tiến vào lãnh thổ Tlaxcala với mật độ dân số thấp, thành phần sắc tộc chủ yếu là người Pinomes, người Otomi và người Tlaxcala sống rải rác ở hàng trăm ngôi làng lớn nhỏ. Hội đồng Tlaxcala đã biết về hoạt động của người Tây Ban Nha và muốn được gặp mặt trực tiếp Cortés. Đoàn đại biểu của người Tlaxcala bao gồm Xicohténcatl Già, Maxixcatzin, Citlalpopocatzin, và Hueyolotzin. Giống người Mexica, người Tlaxcala cho rằng người Tây Ban Nha là những á thần, bởi các tin tức mà họ nghe kể về loài ngựa và các loại vũ khí bóng lóa mà người Tây Ban Nha mang theo. Maxixcatzin do dự về thỏa thuận liên minh và muốn đánh đuổi người Tây Ban Nha. Xicohténcatl Axayacatzin cho rằng người Tây Ban Nha không phải là á thần: chúng tỏ ra hứng thú với vàng, trộm cướp các làng mạc, phá hủy các thần điện và tỏ sự bất kính với các luật lệ tổ tiên. Những điều này thể hiện rằng chúng cũng chỉ là người phàm, chứ chẳng phải thần linh. Hội đồng quyết định đánh: nếu thắng thì Tlaxcala sẽ được hưởng danh tiếng, nếu bại thì người Otomi sẽ bị vu khống tội bất tuân hội đồng Tlaxcala và một liên minh Tây Ban Nha-Tlaxcala sẽ được thành lập.

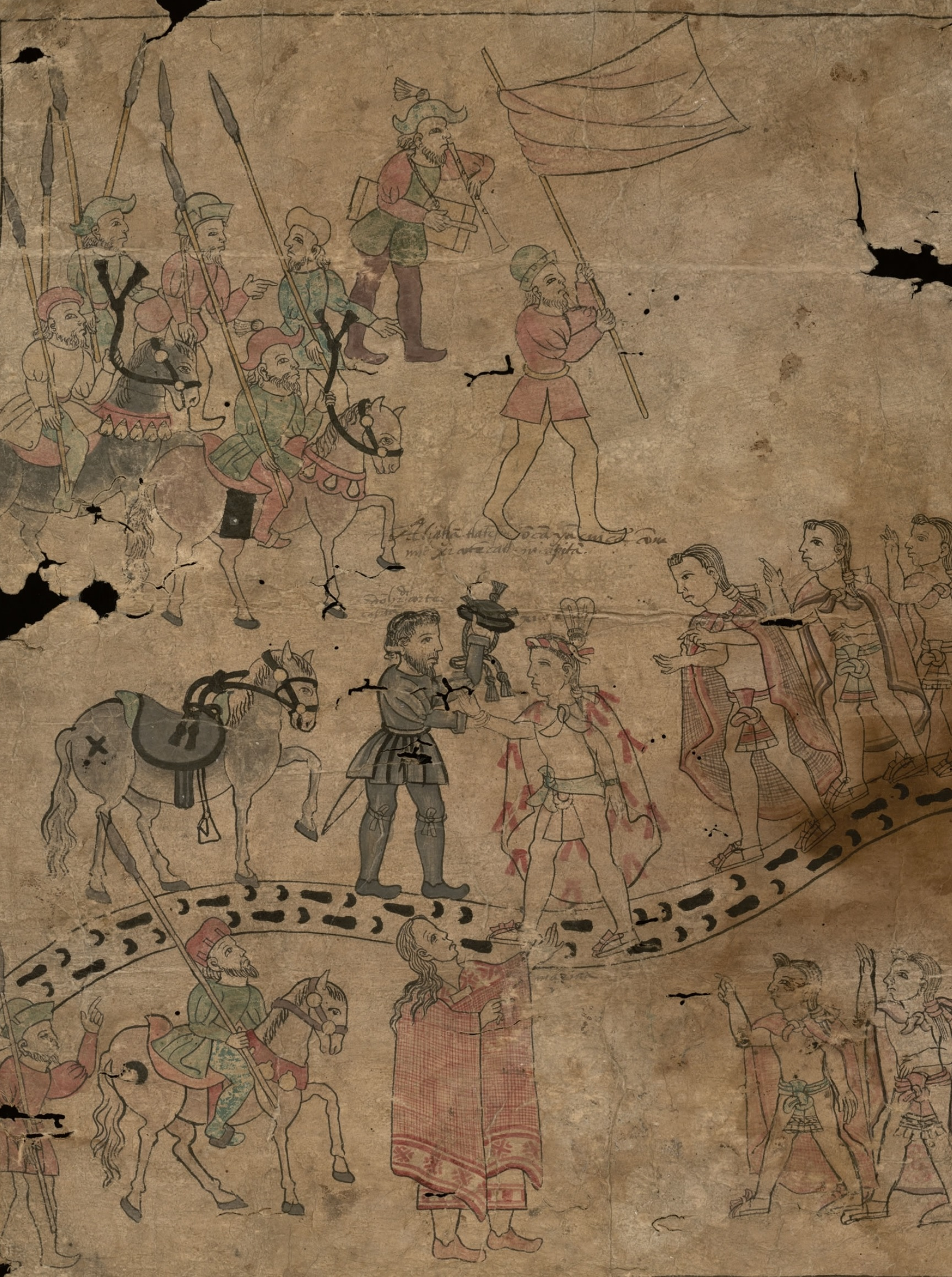
Hernán Cortés diện kiến Xicohténcatl, mô tả trong cuốn Lienzo de Tlaxcala (Tlaxcala Sử lược).

Vào ngày 2 tháng 9 năm 1519, mười lăm người bản địa giả làm mồi nhử để lùa quân Tây Ban Nha đến hẻm núi Tecóac, nơi Xicohténcatl Axayacatzin chỉ huy một toán chiến binh Otomi đã phục sẵn. Trước trận chiến, Cortés đọc Requerimiento của Hoàng gia Tây Ban Nha nhưng không có hồi đáp từ phía Tlaxcala. Quân Tây Ban Nha hô lớn "Santiago y cierra España!" và xông vào hàng ngũ quân thù, lợi thế của cuộc chiến nghiêng về phía Tây Ban Nha mặc dù bị áp đảo quân số. Trong đêm tiếp theo, Cortés và lính của ông lần đầu tiên lo sợ rằng họ sẽ bị tiêu diệt tại đây, vẫn đang đóng quân ở đồi Tzompachtepetl.
Cortés gửi thông điệp đến quân Tlaxcala mời làm đồng minh nhưng chỉ nhận lại lời mỉa mai từ Xicohténcatl: "Hòa bình ư? Tất nhiên, bọn ta sẽ tôn vinh nó, tới Tlaxcala nơi mà cha ta ngự trị. Tại đó chúng ta sẽ hòa ước, no nê với máu thịt của các ngươi và trái tim của các ngươi để tôn thần." Mặc cho lời kích động đó, ngựa và vũ khí của người Tây Ban Nha quá lợi hại so với quân đội Tlaxcala, những chiến binh được rèn luyện để luôn ưu tiên bắt giữ tù binh.
Tuy vậy, các cuộc chiến kéo theo không hoàn toàn là dễ dàng đối với liên quân Tây Ban Nha-Totonac. Xicohténcatl đã cử nội gián lẩn vào hàng ngũ Tây Ban Nha với quà và đồ ăn nhưng đều bị phát giác nhanh chóng. Cortés cho cắt tay họ để trừng phạt. Các nội gián Tlaxcala không chịu được cảnh tra tấn, khai ra hết kế hoạch của phe Tlaxcala. Trong một cuộc chiến trên đồng bằng, người Tlaxcala lại tiếp tục thua thế, Xicohténcatl phẫn nỗ và giáng chức tướng Chichimecatecle khiến cho quân Ocotelulco và Tepetícpac đào ngũ hàng loạt.
Sau các thất bại liên tiếp, hội đồng Tlaxcala ra lệnh cho Xicohténcatl Axayacatzin dừng ngay cuộc chiến và đề nghị hòa ước. Xicohténcatl Già, Maxixcatzin, Citlalpopocatzin, Hueyolotzin và một vài đại biểu khác đón tiếp người Tây Ban Nha vào ngày 18 tháng 9 năm 1519. Tại cuộc gặp gỡ, liên minh chống Mexica được thành lập. Người Tlaxcala dâng phụ nữ cho người Tây Ban Nha làm nghĩa cử hòa bình, trong số đó có con gái của Xicohténcatl Già, được cưới gả cho Pedro de Alvarado và rửa tội thành María Luisa Tecuelhuatzin. Các chiến binh Tlaxcala nổi bật đã chiến đấu cho người Tây Ban Nha kể từ đó bao gồm Piltecuhtli, Aexoxécatl, Tecpanécatl, Cahuecahua, Cocomitecuhtli, Quauhtotohua, Textlípitl và Xicohténcatl Axayacatzin. Xicohténcatl Axayacatzin tuy vậy, không tin tưởng vào liên minh này.

### Thảm sát Cholula

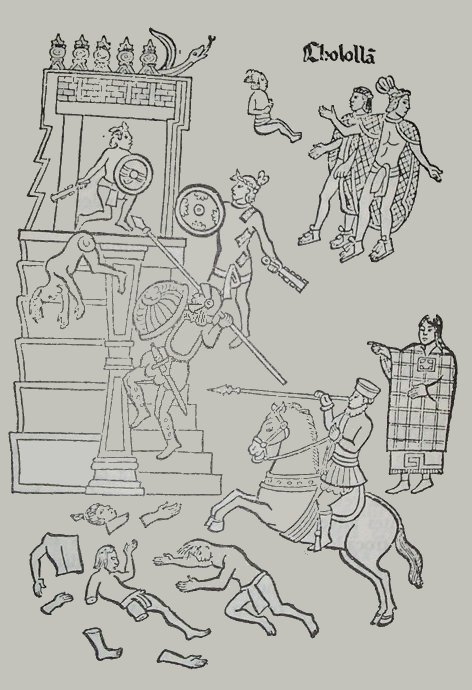
Thảm sát Cholula được mô tả trong cuốn Lienzo de Tlaxcala (Tlaxcala Sử lược).

Trước khi tiến đến Tenochtitlan, Cortés có ghé qua Cholula, một thành bang đồng minh của người Mexica với dân số 30.000 người, giáo phái tôn thờ thần Quetzalcóatl bén rễ tại đây. Người Tlaxcala có mối thù hằn với người Cholulteca và khuyên can người Tây Ban Nha không nên tin chúng. Người Cholulteca diễu binh dẫn đầu bởi hai tướng Tlaquiach và Ttalchiac gặp gỡ quân của Cortés, 400 lính Tây Ban Nha và 400 chiến binh Totonac được mời vào thành còn 2.000 quân Tlaxcala phải chịu đóng quân ngoài thành phố. Trong hai ngày đầu, người Cholulteca đón tiếp rất tử tể người Tây Ban Nha; nhưng vài ngày sau, chính quyền Cholulteca bắt đầu trốn tránh Cortés và các tướng của ông, do có vẻ như họ đã nhận được chỉ thị từ Moctezuma để phục kích và tiêu diệt người Tây Ban Nha. Một bà lão già kể cho Malintzin về âm mưu này và tới được tai của Cortés.
Sáng hôm sau, các conquistador bắt giữ các thủ lĩnh Cholulteca. Cortes là người ra lệnh cho quân đội Tây Ban Nha thực hiện vụ thảm sát Cholula.117 Hơn 5.000 người bị giết trong vòng chưa đầy 5 giờ dưới lưỡi kiếm của người Tây Ban Nha và sự điên loạn không thể kiểm soát của quân đồng minh Tlaxcala-Totonac.118 Quân đội cũng được lệnh phá hủy nhà cửa và đền thờ.116 Mặc dù được gọi là cuộc tấn công ngăn chặn, nhiều nạn nhân lại lại là dân thường Cholultec không có vũ trang.118 Các chiến binh của thành bang không phản ứng gì cho đến sau 2 giờ đầu tiên của cuộc tấn công. Hai vạn chiến binh Mexica được đồn đại là đang chuẩn bị phục kích quân Tây Ban Nha bên ngoài thành phố không thực sự tồn tại; thực chất, chẳng có một cuộc đột kích Aztec nào.116 Sau vụ thảm sát, người Tây Ban Nha cướp vàng bạc châu báu, còn quân đồng minh bản địa thu lượm muối và bông.118 Quân Tây Ban Nha, Tlaxcala và Totonac nán lại ở Cholula 14 ngày. 116 Người Cholulteca bị khuất phục và buộc phải liên minh với lực lượng của Cortés.118
Đoàn chinh phục tiến tiếp đến Huejotzingo; Họ vượt qua hai ngọn núi lửa ở lối vào thung lũng, Ngọn Popocatepetl và Ngọn Iztaccíhuatl, thông qua một khu vực có rừng cây, hiện có tên là Paso de Cortés. Ở phía bên kia, họ trông thấy Hồ Texcoco và đảo nổi nơi thành Tenochtitlan ngự trị, lần đầu tiên trong đời. Họ vượt Amaquemecan và Chalco-Atenco, nơi những sứ thần của Moctezuma liên tục can ngăn họ đi tiếp. Sau một thời gian ở Ayotzinco, họ hành quân tới lần lượt các thành bang Mixquic, Cuitláhuac (Tláhuac), Culhuacán và Iztapalapa. Ở những thành phố này, dân bản địa rất tò mò và choáng ngợp trước những người châu Âu và loài ngựa mà họ mang theo.119

### Tại thành Tenochtitlan
Moctezuma tìm đủ mọi cách để cản bước tiến của Cortés tới Tenochtitlan. Vị tlatoani đã gửi quà, các đoàn sứ và thông điệp thuyết phục người Tây Ban Nha không tiến đến thành phố, nhưng tất cả đều vô ích.120 Sau khi vào Thung lũng Mexico, đạo quân gồm 400 conquistador Tây Ban Nha, 4.000 chiến binh Tlaxcala, và 16 con ngựa tiến vào thành Tenochtitlan ngự giữa hồ Texcoco với các đường đắp lớn tỏa ra tứ phía bờ hồ vào ngày 8 tháng 11 năm 1519, tương đương với ngày "8 Ehecatl" năm "1 acatl" của tháng Quecholli trong lịch bản địa.121 122
Cortés và quân của ông được chào đón bởi huey tlatoani Moctezuma Xocoyotzin và đoàn tùy tùng của ông, bao gồm: tlatoani thành Tlacopan tên Totoquihuatzin, tlatoani thành Tetzcuco tên Cacamatzin, Cuitláhuac, Tetlepanquetzalhinz, Itzcuauhtzin, Topantemoctzin cùng nhiều hầu cận khác. Sau một cuộc trò chuyện ngắn, hai đoàn người bắt đầu trao đổi quà. Cortés dâng cho Moctezuma một vòng cổ gán hạt thủy tinh gọi là margaritas và Moctezuma trao cho Cortes một vòng cổ có gán 8 con tôm bằng vàng. Người Tây Ban Nha được mời vào nghỉ ngơi ở cung điện Axayácatl, ở gần khu vực thiêng của thành phố. Moctezuma là một chiến binh lão luyện, nhưng là một người mê tín, ông vẫn tưởng rằng những kẻ này là thần linh.123 (Nhiều học giả hiện đại nghi ngờ chuyện này) Trong nhiều sử liệu, Moctezuma được ẩn ý là muốn quy thuận theo Vua Carlos của Tây Ban Nha.124
Ở vùng bờ biển, người Totonac đã hoàn toàn không nộp cống cho người Mexica nữa. Viên sứ thần thu cống Cuauhpopoca triệu tập quân đội Mexica đi đánh người Totonac được hậu thuẫn bởi quân đồn trú Tây Ban Nha tại Villa Rica de la Vera Cruz. Sau cuộc đụng độ, quân Tây Ban Nha chịu tổn thất nặng nề. Juan de Escalante cho quân lính đốt Nautla và rút quân thành công nhưng chết do vết thương trong trận chiến.125 Tin này sớm lan tới Tenochtitlan; quân Mexica đã dâng về cho Moctezuma cái đầu của một người lính Tây Ban Nha tên Juan de Argüello, để chứng tỏ rằng chúng chỉ là phàm nhân, không phải thần linh. Người Totonac cũng bẩm báo cho Cortés về thất bại này.126
Trong thời gian làm khách ở Tenochtitlan, người Tây Ban Nha vô tình tìm thấy kho báu trong cung điện Axayácatl xa hoa; nhưng do lo sợ bị người Mexica phát hiện, họ lập kế hoạch bắt Moctezuma làm con tin.127 Vào ngày 14 tháng 12, Cortés lấy cớ về sự biến ở Nautla nhằm bắt giữ vị tlatoani, đề nghị những kẻ thủ phạm phải ra mặt. Moctezuma khẳng định là ông không ra lệnh cho cuộc tấn công và cử một phái đoàn triệu Cuauhpopoca về. Đoàn Mexica này được đồng hành bởi Francisco de Aguilar, Andrés de Tapia và Gutiérrez de Valdelomar. Từ thời điểm đó trở đi, hoàng đế Aztec bị giam lỏng bởi một đoàn hộ tống Tây Ban Nha. Khi phái đoàn trở về, Cortes đưa Cuauhpopoca ra xét xử; Cuauhpopoca, con trai ông và 15 kẻ khác từ Nautla bị hành quyết. Nhân dân Mexica, chứng kiến vụ xử tử, bắt đầu hoài nghi hoàng đế của họ.128
Trong thời gian bị giam lỏng, Moctezuma ở cùng Cortés và tướng lĩnh Tây Ban Nha, ông thường dẫn họ đi thăm thú thành phố. Các conquistador khuyên vị tlatoani từ bỏ thần bản địa và tục hiến tế người. Các thầy tư tế Mexica kinh tởm trước những hành động của người Tây Ban Nha, các hình tượng thần linh thiêng bị kéo đổ, biểu tượng Cơ đốc giáo được dựng lên thay thế, còn chúng thì ăn mừng trên Templo Mayor.129
Các conquistador cũng tra hỏi Moctezuma về số vàng và biết được nguồn gốc của chúng. Người Tây Ban Nha cử các đoàn thám hiểm đi khảo sát các mỏ vàng. Gonzalo de Umbría tới Zacatula ở vùng Mixtec; Diego de Ordás tới Tuxtepec và Coatzacoalcos; Andrés de Tapia và Diego Pizarro tới vùng Pánuco.130 Cortés cũng đòi hỏi Moctezuma thu tất cả số cống có thể từ các chư hầu Aztec. Vị tlatoani đồng ý với hy vọng người Tây Ban Nha sẽ rời Tenochtitlan. Để tiện cho việc di chuyển và phân phối, chỗ vàng này được các thợ luyện kim bản địa Azcapotzalco làm tan chảy, để dành 1/5 số vàng cho vua Tây Ban Nha.131
Một đội Tây Ban Nha được cử tới Tetzcuco để tìm vàng. Những người dẫn đường cho họ là Netzahualquentzin và Tetlahuehuezquititzin, đều là anh em của Cacamatzin. Có lẽ do một sự hiểu lầm, Netzahualquentzin bị tình nghi phản trắc và bị hành quyết treo cổ. Cacama phẫn nộ vì vụ việc này, âm mưu nổi dậy cùng các thành Coyoacán, Tlacopan, Iztapalapa, Toluca và Matalcingo,129 nhưng Ixtlilxóchitl, một người anh em khác và đồng thời là đối thủ chính trị của Cacama, phản bội ông. Quân nổi dậy bị bắt và Cortés đưa Coanácoch lên làm tlatoani mới của Tetzcuco.130 Vài ngày sau, Pedro de Alvarado tra tấn Cacama, đòi bằng được số vàng còn lại. Conquistador Bernardino Vázquez de Tapia lên án Alvarado vì hành động quá quắt này.132

## Các chiến dịch tiếp nối

### Michoacan
Sau khi nghe tin về sự sụp đổ của đế quốc Aztec, Cazonci (tương đương vua) của đế quốc Tarasca (kình địch của Aztec ở miền Tây Mexico hiện nay) là Tangaxuan II cử sứ giả đến đàm phán với người Tây Ban Nha. Một vài người Tây Ban Nha đồng hành cùng đoàn sứ về thủ đô Tzintzuntzan để diện kiến nhà cai trị.
Năm 1522, quân Tây Ban Nha dưới sự lãnh đạo của Cristobal de Olid tiến vào lãnh thổ Tarasca và tới được Tzintzuntzan trong vòng vài ngày. Quân đội Tarasca tuy rất đông đảo, có lẽ lên tới 100.000 người, nhưng lại quyết định cầu hòa chứ không gây chiến. Tangáxuan quy phục chính quyền Tây Ban Nha và được cho phép tự trị.
Nuño Beltrán de Guzmán quyết định hành quân về phía tây bắc Mexico với 5.000–8.000 binh lính để tìm kiếm các vương quốc mới để chinh phục. Trên đường đi, ông có tạt qua vùng Tarasca và khi nhận ra rằng Tangaxuan vẫn còn quá nhiều quyền lực, Guzmán liên minh với một quý tộc Tarasca tên Don Pedro Panza Cuinierángari để chống lại vị cazonci. Tangaxuan sau đó bị hành quyết vì tội mưu loạn, khước từ cống nạp, kê gian và dị giáo. Tro cốt của ông được đổ xuống sông Lerma. Trong những thập kỷ tiếp theo, những người cai trị bù nhìn được chính phủ Tây Ban Nha dàn xếp ở Tarasca.

### Các cuộc chiến tranh Chichimec
Sau khi Tây Ban Nha chinh phục miền trung Mexico, các cuộc thám hiểm đã được gửi xa hơn về phía bắc Trung Bộ châu Mỹ tới vùng được gọi là La Gran Chichimeca. Các cuộc viễn chinh tàn bạo dưới sự lãnh đạo của Nuño Beltrán de Guzmán khiến người dân Chichimeca rất uất ức người Tây Ban Nha. Năm 1540, với sự kêu gọi của thủ lĩnh Tenamaxtli, dân bản địa vùng dậy và phát động Chiến tranh Mixton.
Năm 1540, người Chichimeca củng cố Mixtón, Nochistlán và các thị trấn miền núi khác rồi đi đánh vây các khu định cư của người Tây Ban Nha ở Guadalajara. Conquistador Pedro de Alvarado, với sự trợ giúp của thống đốc Cristóbal de Oñate, chỉ huy cuộc tấn công vào Nochistlán. Tuy nhiên, người Chichimeca đánh tan thành công lực lượng của Alvarado. Dưới sự lãnh đạo của Phó vương Don Antonio de Mendoza, quân Tây Ban Nha và các đồng minh Anh-điêng tái chiếm tất cả các thị trấn này và đàn áp mạnh tay các cuộc nổi dậy. Cuộc chiến không hoàn toàn dừng lại trong những năm sau đó.
Năm 1546, các nhà chức trách Tây Ban Nha phát hiện ra bạc ở vùng Zacatecas và thành lập các khu định cư trên lãnh thổ Chichimeca để khai thác tài nguyên, làm thay đổi địa hình và lối sống truyền thống của người Chichimeca. Người Chichimeca bắt đầu tấn công các khách và thương nhân dọc theo "những con đường bạc". Chiến tranh Chichimeca sau đó (1550–1590) đã trở thành cuộc xung đột dài và tốn kém nhất giữa Tây Ban Nha với các dân tộc bản địa ở châu Mỹ. Vào năm 1554, người Chichimeca giáng một đòn quyết định khi họ tấn công một đoàn xe Tây Ban Nha gồm sáu mươi xe ngựa và cướp tài sản có trị giá hơn 30.000 peso. Vào những năm 1580, hàng nghìn người đã phải bỏ mạng trong cuộc chiến và các khu định cư khai thác mỏ của Tây Ban Nha trên lãnh thổ Chichimeca vẫn nằm trong vòng bị đe dọa. Năm 1585, Don Alvaro Manrique de Zúñiga, Hầu tước Villamanrique, được bổ nhiệm làm phó vương Tân Tây Ban Nha. Vị phó vương đã vô cùng phẫn nộ khi hay tin một số binh lính Tây Ban Nha tìm kiếm thu nhập bằng cách đột kích các ngôi làng của thổ dân da đỏ và bán họ làm nô lệ. Tuy thiếu thốn quân đội, ông quyết tâm khôi phục hòa bình cho khu vực đó và phát động một kế hoạch bình định có quy mô toàn diện bằng cách đàm phán với các nhà lãnh đạo Chichimeca và ban cho họ đất đai, nông cụ và các hàng hóa khác. Chính sách "mua hòa bình" này cuối cùng đã kết thúc cuộc chiến triền miền với các tộc Chichimeca.